# Reacción adversa a medicamento
Una reacción adversa a medicamentos (RAM) es «cualquier respuesta a un medicamento que sea nociva y no intencionada, y que tenga lugar a dosis que se apliquen normalmente en el ser humano para la profilaxis, el diagnóstico o el tratamiento de enfermedades, o para la restauración, corrección o modificación de funciones fisiológicas».
Según la Organización Mundial de la Salud (OMS) una RAM es «cualquier reacción nociva no intencionada que aparece a dosis normalmente usadas en el ser humano para profilaxis, diagnóstico o tratamiento o para modificar funciones fisiológicas».
La rama de la farmacología que se dedica al estudio de las RAM es la farmacovigilancia.
De las definiciones anteriores se pueden extraer varias conclusiones. Una de ellas es que la ingesta de altas dosis de un medicamento, ya sea por motivos criminales (por ejemplo, un intento de suicidio) o por simple error (olvido en personas mayores, por ejemplo), no se considera una RAM a efectos de la farmacovigilancia. Sin embargo, si se consideran a tales efectos los productos que se utilizan en las exploraciones médicas complementarias. Así, la sustancia que se inyecta en vena para realizar un TAC con contraste se considerará un medicamento a efectos de farmacovigilancia. Igual consideración tienen las vacunas.
Esto es así de forma general, aunque en algunos países la legislación busca aumentar las garantías para el ciudadano ampliando el ámbito de las RAM.  En México la NOM-220 define a la Farmacovigilancia como «la ciencia que trata de recoger, vigilar, investigar y evaluar la información sobre los efectos de los medicamentos, productos biológicos, plantas medicinales y medicinas tradicionales, con el objetivo de identificar información nueva acerca de las RAM y prevenir los daños en los pacientes». Por lo que la NOM-220 amplía el campo de acción de la farmacovigilancia a otros productos terapéuticos y no la limita simplemente a los medicamentos.
Mientras que en España la ley que regula la farmacovigilancia indica de forma explícita que el término RAM «incluye todas las consecuencias clínicas perjudiciales derivadas de la dependencia, abuso y uso incorrecto de medicamentos, incluyendo las causadas por el uso fuera de las condiciones autorizadas y las causadas por errores de medicación».
Existen directorios de las agencias encargadas de la farmacovigilancia en Iberoamérica, la UE y otros países para consultar la legislación en cada caso.

## Conceptos que pueden confundirse con RAM

### Efectos secundarios y efectos colaterales
Se debe distinguir dentro del concepto de RAM varios conceptos muy similares que a veces se utilizan inadecuadamente como sinónimos, tales como  efecto secundario y   efecto colateral. Ambos efectos aparecen como consecuencia de la acción del medicamento con su dosis terapéutica habitual (recuérdese que dependiendo de la dosis todo medicamento puede matar y muchos venenos pueden sanar)[cita requerida] por lo que no estarían incluidos los efectos por dosificación inadecuada, pero presentan varias diferencias.[cita requerida]
Los fármacos pueden producir al menos tres tipos de efectos:
1. Primario.
2. Colateral. (side effects de los anglosajones)
3. Secundario. (secondary effects de los anglosajones)

El efecto primario se produce sobre los receptores específicamente buscados al diseñar el fármaco, esto es, aquellos que son sus "objetivos". Es análogo a lanzar al blanco y dar en el centro: he ahí el efecto principal. Pero si se acierta al blanco y se atraviesa la diana dándole a un transeúnte, lo que se obtiene es un efecto colateral. Si el transeúnte se cae en medio de la carretera y provoca un accidente, habrá un efecto secundario; en este caso, un efecto secundario a un efecto colateral siendo ambos una reacción adversa. 
En un efecto colateral el fármaco produce un efecto sobre un receptor diferente del originalmente deseado como diana biológica.[cita requerida]
Es obvio que el efecto colateral puede tener o no trascendencia clínica, y que no siempre aumenta al incrementar la dosis del fármaco pues, al igual que el efecto primario, depende de la cantidad de moléculas administradas (dosis) y de la cantidad de receptores sobre los que dichas moléculas pueden interactuar. Por ello también en él puede producirse el fenómeno de tolerancia o la saturación de receptores (aunque se aumente la dosis, si no quedan receptores donde acoplarse, no aumenta el efecto).
El efecto secundario puede ser producido por dos tipos de efectos:
1. Por un efecto primordial o primario.
2. Por un efecto colateral.
En otras palabras, un efecto secundario es el que se produce como consecuencia del efecto primario o bien, por un efecto colateral. Al igual que ocurre con el efecto colateral, también el efecto secundario puede tener o no tener trascendencia clínica. Su intensidad suele depender de la dosis y también puede presentarse tolerancia o haber saturación de receptores biológicos, y con ello más dosis no implicar mayor efecto.
Es obvio que cuando el efecto colateral o el efecto secundario tiene una trascendencia clínica estamos hablando de una reacción adversa, un efecto (secundario o colateral) siempre indeseable.
Si se comparan a los fármacos con llaves y a los receptores o dianas biológicas con cerraduras:
a) El efecto primario principal es la apertura o el cierre de la puerta que se desea abrir.
b) El efecto colateral es que la misma llave pueda abrir, al mismo tiempo, otras cerraduras y por lo tanto otras puertas queden abiertas o cerradas.
c) El efecto secundario es la consecuencia de que la puerta quede abierta o cerrada.
Por ello, ambos efectos (colateral y secundario) pueden ser beneficiosos o perjudiciales e intercambiables, dependiendo de sus consecuencias para la salud.

### Ejemplos
A través de unos ejemplos se ilustrarán las diferencias señaladas.
Cuando se ingiere un antiemético para prevenir el mareo en un viaje; asociado al efecto primordial buscado (evitar el mareo) aparece somnolencia, como efecto colateral, lo cual tendrá o no tendrá trascendencia clínica según las circunstancias (si es trascendente o no la tendencia a dormir). La somnolencia puede determinar un accidente y en ese caso se considera que tiene trascendencia clínica si el paciente va a conducir (y ese accidente será un efecto secundario del efecto colateral); pero si va a dormir, y además suele padecer insomnio, es obvio que el mismo efecto colateral no solo no tienen trascendencia clínica perjudicial, sino que es beneficioso: produce un "buen" efecto secundario. También el uso de antihistamínicos puede originar cefaleas en algunas personas, lo cual se considerara un efecto colateral, siempre con trascendencia clínica, pues la cefalea nunca es deseable. Si la cefalea provocara otro efecto (deseable o indeseable), la misma cefalea se convertiría en un efecto colateral primario y el siguiente efecto sería un efecto secundario (deseable o indeseable).[cita requerida]
Otro ejemplo claro de un efecto secundario es la diarrea tras administrar un antibiótico por vía oral (siendo la destrucción de una bacteria extradigestiva el efecto primario que se busca) pues la diarrea es consecuencia indirecta, tras alterarse el equilibrio de la flora intestinal (esta alteración siendo el efecto colateral): el antibiótico (llave) no actúa sobre ninguna diana biológica (cerradura) del organismo que determine un aumento peristáltico —o una alteración hidroelectrolítica determinante del cuadro diarreico—. Es, pues, una reacción adversa.
El embarazo chama posibilitado en una mujer fértil que toma anticonceptivos orales por la ingesta de antibióticos es otro ejemplo. Debería ser conocido por toda la población, para así evitar embarazos indeseados, el que los antibióticos tomados por boca pueden disminuir la acción de las pastillas anticonceptivas. Eso ocurre porque la dosis efectiva de estas es superior a la ingerida pues se reciclan por acción de la flora intestinal y tras ser eliminadas por vía coledocal hacia el intestino son reabsorbidas en parte. Si el antibiótico altera la flora saprofita intestinal se altera la reabsorción del anticonceptivo con lo que la cantidad resultante en sangre no es capaz de engañar a la hipófisis, se produce la ovulación y se posibilita, en su caso, el embarazo.
Los efectos colaterales y secundarios a veces se utilizan de forma consciente, para alcanzar otros objetivos terapéuticos. Cuando se logra, los fabricantes promueven un reposicionamiento de medicamento.
Así, el minoxidil es un fármaco antihipertensivo que se suministra por vía oral o por vía tópica (transdérmica). Cuando empezó a usarse (solo por vía oral) se descubrió que en muchos pacientes originaba una hipertricosis (o sea, un aumento del vello en todo el organismo) que también afectaba al cabello. Esto se consideró un efecto colateral, y se aprovechó utilizando el minoxidil disuelto en alcohol para aplicarlo directamente en la cabeza de personas que padecían algunos tipos concretos de alopecia (la alopecia androgénica por acción de la testosterona). Al utilizarlo durante un tiempo se descubrió que, si bien favorecía la salida de cabello, usado sobre la cabeza excesivamente, en algunos pacientes originaba una disminución de la tensión arterial, ya que es un producto antihipertensivo y pasa a la sangre a través de la piel. Esta hipotensión se consideró, entonces, una reacción adversa, un efecto colateral primordial e indeseado.
Sin embargo, estas distinciones son muy importantes para la industria farmacéutica pues si se diseña un fármaco haciéndolo más específico (una "llave" más adecuada a la "cerradura" que se intenta abrir como efecto primordial) se aumentarán inexorablemente los efectos secundarios, pero, al mismo tiempo, se disminuirán los efectos colaterales que dependen de otra diana (“cerradura”) biológica.
Dicho de otra manera: los efectos colaterales su pueden soslayar mediante investigación, pero los efectos secundarios solo se pueden contrarrestar.
== Epidemiología ==
La importancia de las RAM es superior a la que se le suele conceder. Los datos de incidencia de las RAM varían dentro de límites muy amplios: desde el 0,7 % hasta el 35 %, dependiendo del tipo y la orientación de los estudios realizados. Como dato orientativo baste saber que se ha estimado que entre un 15 y 30 % de los pacientes hospitalizados presenta como mínimo una reacción adversa a algún fármaco.
En cuanto a la asistencia extrahospitalaria, algunos estudios señalan que hasta el 2,5 % de las consultas se deben a una RAM, siendo la tasa de prescripción de ésta en España del 80 % al 90 %.

## Clasificación
Las RAM pueden clasificarse de diversos modos, según el punto de vista desde el que se enfoque el problema. Las clasificaciones más usadas son:

### Según el mecanismo de acción
Hay 4 tipos

#### TIPO A o farmacológica
Por lo general son acciones conocidas, guardan relación con la dosis, generalmente son predecibles, relativamente frecuentes y rara vez fatales.

#### TIPO B o idiosincrática
Se debe, por lo general, a dos grupos:

##### Idiosincrasia verdadera
"Idiosincrasia" procede del griego ídeos, propio y sýnkrasis, constitución.
Se produce por causas genéticas, cuando hay una divergencia respecto a lo que se considera "normal" por ser estadísticamente mayoritario en nuestra especie.
La más estudiada es el déficit de una enzima denominada glucosa-6-fosfato deshidrogenasa que determina la sensibilidad a la primaquina (25 % de los sardos y solo el 1 % de los micronesios).
Otros ejemplos son la acetilación lenta de la isoniacida que puede aumentar la incidencia de polineuritis, la incapacidad para desalquilar la acetofenetidina o para hidroxilar la difenilhidantoina, etc.

##### Idiosincrasia adquirida oalergia
Las reacciones o alteraciones no guardan relación con la dosis, son impredecibles e infrecuentes, pero pueden poner en peligro la vida del paciente. Los medicamentos de gran tamaño (polipéptidos, por ejemplo) pueden actuar como antígenos en el organismo. Los de pequeño tamaño actuarían como haptenos al unirse a las proteínas plasmáticas.

###### Patogenia
Además sería de interés considerar algunos factores a la hora de contemplar a los fármacos como generadores de reacciones de tipo alérgico:
- Los excipientes y vehículos pueden ser responsables de producir reacción alérgica..
- La capacidad alergénica puede relacionarse con la administración de derivados de un grupo farmacológico y se pueden producir reacciones cruzadas entre los del mismo grupo.
- La introducción de radicales puede comportarse como alergénico.
- Vía de administración: determinados fármacos pueden producir reacciones de hipersensibilidad por alguna vía de administración específica. Ejemplo: la penicilina por vía tópica.
- Terapéutica asociada: el hecho de estar tomando un medicamento puede predisponer para que al tomar otro se produzca una reacción alérgica. Por ejemplo, al parecer la ampicilina presenta mayor incidencia de rash cuando el paciente está tomando alopurinol.

###### Clasificación de las alergias
La reacción de hipersensibilidad que se pone en marcha en una RAM de tipo B puede a su vez ser de varios tipos según la clasificación de Gell y Coombs:
1. Tipo I o Inmediata: la reacción del antígeno con el anticuerpo produce la liberación por parte de los basófilos y los mastocitos de sustancias del tipo de la histamina que son activas sobre distintas dianas celulares, originando vasodilatación, exudado o contracción del músculo liso, dando un cuadro general muy grave conocido como shock anafiláctico u otros más leves como la urticaria. Es característica de las RAM a antibióticos, como la penicilina. A este tipo de reacción también se la conoce como anafilaxia o reacción anafiláctica.
2. Tipo II o Citolítica: el antígeno reacciona con el anticuerpo en la pared de algunas células, originando la muerte de éstas y secundariamente histolisis. Lo más frecuente es que aparezca anemia hemolítica, agranulocitosis o hemorragias.
3. Tipo III o Mediada por complejos inmunes: la reacción del antígeno con el anticuerpo da lugar a complejos que pueden precipitar en algunos endotelios, originando así vasculitis, glomerulonefritis, artritis o alveolitis.
4. Tipo IV o Celular: en ella participan linfocitos T que al reaccionar con el antígeno producen la liberación de sustancias que llevan a edema, infiltrado celular y otros sucesos como granulomas o citólisis. El ejemplo típico es el eccema de contacto o la enfermedad celíaca.

Hasta aquí los dos más importantes tipos de RAM. Quizás sería interesante resumir en una tabla las diferencias entre ellas:
| Características           | RAM tipo A | RAM tipo B                                                       |
| ¿PREDECIBLE?              | SÍ         | SÍ en idiosincrasia verdadera, NO en idiosincrasia adquirida     |
| ¿DEPENDIENTE DE LA DOSIS? | SÍ         | SÍ en idiosincrasia verdadera, NO en idiosincrasia adquirida     |
| ¿FRECUENCIA?              | ALTA       | BAJA en idiosincrasia verdadera, ALTA en idiosincrasia adquirida |
| ¿MORTALIDAD?              | RARA       | BAJA en idiosincrasia verdadera, ALTA en idiosincrasia adquirida |

Estos dos tipos fueron los primeros en describirse y estudiarse, sin embargo, conforme fueron apareciendo nuevas RAM que no se podían incluir en ambos se crearon nuevos subgrupos, como son los siguientes:

#### TIPO C o efectos a largo plazo
Son aquellas RAM que pueden ser debidas a mecanismos adaptativos, como la tolerancia farmacocinética o farmacodinámica. Es el caso de la discinesia tardía por neurolépticos. También se puede incluir el fenómeno de rebote, que puede aparecer al suspender algún tratamiento, como son las crisis hipertensivas al retirar bruscamente un tratamiento hipotensor.

#### TIPO D o efectos de latencia larga
Aparecen después de haber suspendido el tratamiento, meses e incluso años. Se incluyen los trastornos de la fertilidad, la teratogenia y la carcinogénesis.

### Según la incidencia
- Muy frecuente: se producen con una frecuencia igual o superior a 1 caso cada 10 pacientes que entran en contacto con el medicamento. (Se expresa >= 1/10)
- Frecuente: menos de 1/10, pero más que 1/100
- Infrecuente: menos de 1/100, pero más de 1/1000
- Rara: menos de 1/1000, pero más de 1/10 000
- Muy rara: menos de 1/10 000.[11]

### Según la gravedad
Con varios grupos:
- Grave: cualquier RAM que sea: mortal, suponga amenaza vital, ingreso hospitalario o prolongación del mismo, discapacidad o invalidez persistente, malformación congénita.
- No grave: las que no cumplan los criterios anteriores.

Algunos autores consideran dentro de las Graves un subepígrafe para las que acarrean la muerte, así como también contemplan el epígrafe de Moderadas para las que precisan de baja laboral, aunque está cayendo en desuso.

### Según el grado de conocimiento de la RAM
- Conocida: aquella que se explica por su perfil farmacológico, de la que existen estudios epidemiológicos válidos o antecedentes bibliográficos conocidos.
- Poco conocida: hay referencias bibliográficas ocasionales a su existencia y no existe aparente relación con el mecanismo de acción del medicamento.
- Desconocida: no existe ninguna referencia y no se explica por el perfil farmacológico.
- Contraria al mecanismo de acción: y además no descrita.

La importancia de esta clasificación estriba en que una RAM será tanto más improbable cuanto más desconocida sea, pero también en que será mucho más interesante estudiarla en profundidad en ese caso.

## Factores de riesgo
En las RAM tipo A los factores más interesantes serían:
- Cambios biofarmacéuticos.
- Modificaciones farmacocinéticas.
- Enfermedades previas.
- Variaciones farmacogenéticas.
- Modificaciones farmacodinámicas.
- Alteraciones hidroelectrolíticas.
- Interacción farmacológica.

En las RAM tipo B los factores más importantes dependen del propio sujeto, de sus características, que estarán habitualmente determinadas genéticamente. Del estudio de las causas de origen genético que intervienen en la respuesta del organismo a un fármaco se encarga la farmacogenética.
En líneas generales podemos decir que existen algunos colectivos en especial riesgo: niños, ancianos y polimedicados.
En el caso de los niños, la Agencia Europea del Medicamento (EMEA) ha elaborado unas directrices específicas para la farmacovigilancia de los medicamentos usados en Pediatría, entre otras cosas, debido a:
- La seguridad y eficacia de los medicamentos en los niños no puede asumirse desde la perspectiva del adulto.
- Ciertas reacciones adversas a medicamentos suelen ser más frecuentes en la edad infantil.
- Mayor sensibilidad a reacciones causadas por los excipientes de los fármacos.
- Insuficientes conocimientos sobre los procesos farmacocinéticos propios de la infancia, lo que se traduce en situaciones de dosificación errónea, tanto por exceso como por defecto.

Los polimedicados son pacientes a los que a las propias enfermedades de base hay que añadir un elevado número de fármacos tomados además habitualmente de forma crónica. Esto favorece la aparición de interacciones entre diferentes fármacos, aumentando tanto el riesgo de RAM como la gravedad de la misma. En España hasta un 5 % de los ancianos polimedicados presentan interacciones de tal intensidad que obligan a la suspensión de parte del tratamiento

## Clínica
Las formas clínicas, tanto los síntomas como los signos, más frecuentes en que pueden manifestarse las RAM en el organismo son:
- Náusea, diarrea y vómitos de variada gravedad.
- Pérdida del apetito.
- Erupción cutánea ("rash"), dermatitis exfoliativa, eczema.
- Debilidad, sudores.
- Úlceras, sangrado y anemia.
- Confusión y otros síntomas neurológicos.
- Dificultades para respirar.

Algunos de los signos que por lo general no son percibidos por el individuo incluyen:
- Cambios en los resultados de pruebas de laboratorio.
- Latidos anormales del corazón.

## Listado incompleto de reacciones adversas
Los fármacos pueden originar una serie de problemas de salud dependiendo del órgano o aparato que afecten. Las notificaciones de RAM y su posterior estudio es un proceso continuo que podrá modificar esta lista con el tiempo, por lo que deberá tomarse solamente a efecto orientativo. El listado es el siguiente (con una heterogeneidad enorme en su trascendencia, ya que por ejemplo la hipoacusia de la eritromicina es intrascendente, y el broncoespasmo del beta dos bloqueante puede ser mortal):
| Sistema o aparato       | Enfermedad                              | Fármacos implicados |
| ----------------------- | --------------------------------------- | --- |
| Endocrino               | Galactorrea                             | Metildopa, Fenotiazinas, Antidepresivos tricíclicos, Risperidona |
|                         | Ginecomastia                            | Calcioantagonistas, Digital, Estrógenos, Griseofulvina, Isoniacida, Metildopa, Fenitoína, Espironolactona, Testosterona |
|                         | Disfunción sexual                       | Beta bloqueante, Clonidina, Diuréticos, Guanetidina, Litio, Tranquilizantes mayores, Metildopa, Anticonceptivos orales, Sedantes |
| Piel                    | Acné                                    | Esteroides anabolizantes y androgénicos, Bromuros, Glucocorticoides, Yoduros, Isoniacida, Anticonceptivos orales. |
|                         | Alopecia                                | Citotóxicos, Etionamida, Heparina |
|                         | Eczema                                  | Captopril, Antihistamínicos tópicos, Antimicrobianos tópicos, Anestésicos locales tópicos, Lanolina, multitud de conservantes de cremas y lociones. |
|                         | Dermatitis liquenoide                   | Ácido aminosalicílico, Antipalúdicos, Clorpropamida, Sales de oro, Metildopa, Fenotiazinas |
|                         | Eritema nodoso                          | Anticonceptivos orales, Penicilinas, Sulfamidas. |
|                         | Exantema fijo medicamentoso             | Barbitúricos, Captopril, Fenilbutazona, Quinina, Salicilatos, Sulfamidas |
|                         | Hiperpigmentación                       | Bleomicina, Busulfan, Cloroquina y otros antipalúdicos, Corticotropina, Ciclofosfamida, Sales de oro, Anticonceptivos orales, Fenotiazinas |
|                         | Fotodermatitis                          | Captopril, Clordiazepóxido, Furosemida, Griseofulvina, Ácido nalidíxico, Contraceptivos orales, Tetraciclinas |
|                         | Púrpura                                 | Ácido acetilsalicílico, Anticonceptivos orales |
|                         | Epidermolisis                           | Alopurinol, Barbitúricos, Bromuros, Yoduros, Ácido nalidíxico, Penicilina, Fenilbutazona, Fenitoína, Sulfamidas |
|                         | Síndrome de Stevens-Johnson             | Barbitúricos, Clorpropamida, Codeína, Penicilinas, Fenilbutazona, Fenitoína, Salicilatos, Sulfonamidas, Sulfonas, Tetraciclinas, Tiacidas |
|                         | Urticaria                               | Aspirina, Barbitúricos, Captopril, Enalapril, Penicilina, Sulfamidas |
| Cardiovascular          | Arritmia cardíaca                       | Adriamicina, Fármacos antiarrítmicos, Atropina, Anticolinesterasas, Beta bloqueante, Digital, Emetina, Litio, Papaverina, Fenotiazinas, Simpaticomiméticos, Hormona tiroidea, Antidepresivos tricíclicos, Verapamilo |
|                         | Bloqueo auriculoventricular             | Clonidina, Metildopa, Verapamilo |
|                         | Hipotensión                             | Todos los antihipertensivos en general, Morfina, Nitroglicerina, Fenotiazinas, Protamina, Quinidina |
|                         | Hipertensión                            | AINE, Antidepresivos tricíclicos, Ciclosporina, Contraceptivos orales, Corticotropina, Glucocorticoides, Inhibidores de la monoamino-oxidasa, Simpaticomiméticos |
|                         | Miocardiopatía                          | Adriamicina, Emetina, Litio, Fenotiazinas, Sulfamidas, Simpaticomiméticos |
|                         | Pericarditis                            | Emetina, Hidralazina |
|                         | Tromboembolismo                         | Anticonceptivos orales |
| Respiratorio            | Broncoespasmo                           | Beta bloqueante, Cefalosporinas, Fármacos colinérgicos, AINE, Penicilinas, Pentazocina, Estreptomicina |
|                         | Tos                                     | Azatioprina, IECA |
|                         | Edema pulmonar                          | Medios de contraste, Heroína, Metadona, Propoxifeno |
|                         | Infiltrados pulmonares                  | Amiodarona, Tartracina, Bleomicina, Clorambucil, Ciclofosfamida, Melfalán, Azatioprina, Metotrexato, Metisergida, Mitomicina C, Nitrofurantoina, Procarbacina, Sulfamidas |
| Digestivo               | Colestasis                              | Esteroides anabolizantes, Andrógenos, Clorpropamida, Estolato de Eritromicina, Sales de oro, Metimazol, Nitrofurantoína, Anticonceptivos orales, Fenotiazinas |
|                         | Estreñimiento                           | Hidróxido de aluminio, Sulfato de bario, Carbonato cálcico, Sulfato ferroso, Resinas de intercambio iónico, Opiáceos, Fenotiazinas, Antidepresivos tricíclicos, Verapamilo |
|                         | Diarrea                                 | Antibióticos de amplio espectro, Ácido clavulánico, Colchicina, Digital, Antiácidos con Magnesio, Metildopa |
|                         | Hepatitis                               | Paracetamol, Alopurinol, Mesalazina, Dapsona, Estolato de Eritromicina, Etionamida, Gliburida, Halotano, Ketoconazol |
|                         | Malabsorción                            | Mesalazina, Antibióticos de amplio espectro, Colestiramina, Colchicina, Colestipol, Citotóxicos, Neomicina, Fenobarbital, Fenitoína |
|                         | Náuseas y/o vómitos                     | Digital, Estrógenos, Sulfato ferroso, Levodopa, Opiáceos, Cloruro potásico, Tetraciclinas, Teofilina |
|                         | Pancreatitis                            | Azatioprina, Ácido etacrínico, Furosemida, Glucocorticoides, Bretilio, Clonidina, Guanetidina, Yoduros |
|                         | Úlcera péptica                          | AINE, Ácido etacrínico, Glucocorticoides |
| Urinario                | Disfunción vesical                      | Anticolinérgicos, Disopiramida, Inhibidores de la monoamino-oxidasa, Antidepresivos tricíclicos |
|                         | Litiasis renal                          | Acetazolamida, Vitamina D |
|                         | Cistitis hemorrágica                    | Ciclofosfamida |
|                         | Nefritis intersticial                   | Alopurinol, Furosemida |
|                         | Necrosis Tubular                        | Aminoglucósidos, Anfotericina B, Penicilinas, Fenindiona, Sulfamidas, Tiazidas |
|                         | Síndrome nefrótico                      | Sales de oro, Captopril, Penicilamina, Fenindiona |
|                         | Disfunción renal                        | Ciclosporina, AINE, Triamtereno, Colistina, Metoxifluorano, Polimixinas, Contrastes yodados, Sulfamidas, Tetraciclinas |
| Sistema Nervioso        | Cefalea                                 | Ergotamina (abstinencia), Nitroglicerina, Hidralacina, Indometacina, AINE |
|                         | Convulsiones                            | Anfetaminas, Analépticos, Isoniacida, Lidocaína, Litio, Ácido nalidíxico, Penicilina, Fenotiazinas, Fisostigmina, Teofilina, Antidepresivos tricíclicos, Vincristina |
|                         | Hipertensión intracraneal               | Amiodarona, Glucocorticoides, Mineralocorticoides, Hipervitaminosis A, Contraceptivos orales, Tetraciclinas |
|                         | Neuropatía periférica                   | Amiodarona, Cloranfenicol, Cloroquina, Clorpropamida, Clofibrato, Demeclociclina, Disopiramida, Etambutol, Etionamida, Glutetimida, Hidralacina, Isoniacida, Metisergida, Metronidazol, Ácido nalidíxico, Nitrofurantoína, Fenitoína, colistina, Procarbacina, Estreptomicina, Talbutamida, Antidepresivos tricíclicos, Vincristina |
| Órganos de los sentidos | Cataratas                               | Busulfan, Clorambucil |
|                         | Alteraciones corneales                  | Anticonceptivos orales, Cloroquina, Indometacina, Mepacrina, Vitamina D |
|                         | Glaucoma                                | Midriáticos, Glucocorticoides, Fenotiazinas |
|                         | Neuritis óptica                         | Ácido aminosalicílico, Cloranfenicol, Etambutol, Isoniacida, Penicilamina, Fenotiazinas, Fenilbutazona, Quinina, Estreptomicina |
|                         | Retinopatías                            | Barbitúricos, Cloroquina, Digital, Fenotiazinas, Metacualona, Estreptomicina, Tiacidas, |
|                         | Sordera                                 | Furosemida, Aminoglucósidos, Nortriptilina, Aspirina, Quinina, Bleomicina, Cloroquina, Eritromicina, Ácido etacrínico |
|                         | Alteraciones del equilibrio             | Aminoglucósidos, Quinina |
| Aparato locomotor       | Trastornos óseos                        | Glucocorticoides, Heparina, Hidróxido de aluminio, Anticonvulsivantes, Glutetimida |
|                         | Trastornos musculares                   | Anfotericina B, Cloroquina, Clofibrato, Glucocorticoides, Anticonceptivos orales, Estatinas |
| Psiquiatría             | Delirios y Alucinaciones                | Amantadina, Aminofilina, Anticolinérgicos, Antidepresivos, Cimetidina, Digital, Beta bloqueante, Levodopa, Petidina, Narcóticos, Pentazocina |
|                         | Depresión                               | Supresión de anfetaminas, Beta bloqueante, Antihipertensivos de acción central, Glucocorticoides, Levodopa |
|                         | Manías                                  | Glucocorticoides, Levodopa, Inhibidores de la monoamino-oxidasa, Simpaticomiméticos, Antidepresivos tricíclicos |
|                         | Reacciones esquizo-paranoides           | Anfetaminas, Bromuros, Glucocorticoides, Levodopa, Ácido lisérgico, Inhibidores de la monoamino-oxidasa, Antidepresivos tricíclicos |
|                         | Trastornos del sueño                    | Anorexígenos, Levodopa, IMAO |
| Afectación Múltiple     | Anafilaxia                              | Cefalosporinas, Dextranos, Insulina, contrastes iodados, Lidocaína, Penicilinas, Procaína |
|                         | Angioedema                              | IECA |
|                         | Fiebre                                  | Penicilinas, Ácido aminosalicílico, Anfotericina B, Antihistamínicos, Antipsicóticos |
|                         | Enfermedad del suero                    | Ácido acetilsalicílico, Propiltiouracilo, Sulfonamidas |
|                         | Lupus eritematoso inducido por fármacos | Cefalosporinas, Hidralazina, Yoduros, Isoniazida, Metildopa, Fenitoína, Procainamida |

Algunas RAM se manifiestan inicialmente tan solo mediante alteraciones de los resultados de las pruebas de laboratorio y es solo cuando son muy intensas, o mantenidas en el tiempo, cuando se manifiestan clínicamente dando diferentes síntomas o signos clínicos. Es interesante conocer estas RAM, porque se puede diagnosticar erróneamente una enfermedad si solo se apoya en una analítica alterada como consecuencia de una RAM.
| Alteraciones de las pruebas de laboratorio | Parámetro alterado          | Fármacos implicados |
| Alteraciones de las pruebas de laboratorio | Pruebas de función tiroidea | Acetazolamida, Amiodarona, Clorpropamida, Clofibrato, Colestipol, ácido nicotínico, Sales de oro, Yoduros, Litio, Anticonceptivos orales, Fenotiazinas, Fenilbutazona, Fenitoína, Sulfonamidas, Tolbutamida           |
| Alteraciones de las pruebas de laboratorio | Hiperbilirrubinemia         | Rifampicina |
| Alteraciones de las pruebas de laboratorio | Hipercalcemia               | Tiazidas, Vitamina C |
| Alteraciones de las pruebas de laboratorio | Hiperglucemia               | Clortalidona, Diazóxido, Furosemida, Glucocorticoides, Litio, Preparados de potasio (incluyendo sustitutos de la sal), Sales potásicas de fármacos, Espironolactona, Succinilcolina, Triamtereno                      |
| Alteraciones de las pruebas de laboratorio | Hipoglucemia                | Quinina |
| Alteraciones de las pruebas de laboratorio | Hipopotasemia               | Diuréticos, Gentamicina, Insulina, Abuso de laxantes, Mineralocorticoides, Diuréticos osmóticos, Simpaticomiméticos, Tetraciclina, Teofilina, Vitamina B12, Hormona del crecimiento, Anticonceptivos orales, Tiazidas |
| Alteraciones de las pruebas de laboratorio | Hiperpotasemia              | IECA, Amilorida, Citotóxicos, Digital, Heparina |
| Alteraciones de las pruebas de laboratorio | Hiperuricemia               | Ácido acetilsalicílico, Citotóxicos, Ácido etacrínico, Furosemida, Tiazidas |
| Alteraciones de las pruebas de laboratorio | Hiponatremia                | Carbamazepina, Clorpropamida, Ciclofosfamida, Diuréticos, Vincristina, Enemas, Manitol |
| Alteraciones de las pruebas de laboratorio | Acidosis metabólica         | Acetazolamida, Paraldehído, Salicilatos, Espironolactona |